# Evergestis lupalis
Evergestis lupalis là một loài bướm đêm trong họ Crambidae.